# Rei do mar
Nos estudos do período conhecido como "Era Viquingue" (séculos VIII-XI), a expressão rei do mar designa uma notória liderança viquingue, por vezes reis em algumas das regiões escandinavas ou mesmo filhos dos reis dessas regiões. Podem ser concebidas genericamente como piratas de grande influência local.

## Reis do mar
Seguem os 75 reis do mar, assim como listado em Nafnaþulur (estrofes 1 a 5):
| - Ali - Asmundo - Atal - Ati - Atli - Audmund - Beimi - Beimuni - Beiti - Budli - Byrvil - Ekkil - Endill - Frodi - Eynef | - Gaupi - Gæir - Gauti - Gautrek - Geitir - Gestil - Gjuki - Glammi - Gor - Gudmund - Gylfi - Hagbard - Haki - Half - Harek | - Heiti - Hemlir - Hiorolfo - Hjalmar - Hnefi - Hogni - Homar - Horvi - Hraudnir - Hraudung - Hun - Hundingo - Hviting - Hæmir - Iorek | - Kilmund - Leivo - Leifnir - Lyngvi - Mævi - Mævil - Meiti - Moir - Misingo - Nori - Nefil - Refil - Randver - Rakni - Reifnir | - Rer - Rodi - Rokkvi - Skefil - Skekkil - Solsi - Solvi - Sorvi - Sveidi - Teiti - Thvinnil - Vandil - Vinnil - Virfil - Ínguino |